# جوزيف تي موراي
جوزيف تي موراي (بالإنجليزية: Joseph T. Murray)‏ هو مخترع أمريكي، ولد في 12 مايو 1834 في سالم في الولايات المتحدة، وتوفي في 27 يناير 1907 في سبرينغفيلد في الولايات المتحدة بسبب ذات الرئة.